# Biografielijst G-Ga

## G
- Franky G (1965), Amerikaans acteur en filmproducent

## Gaa

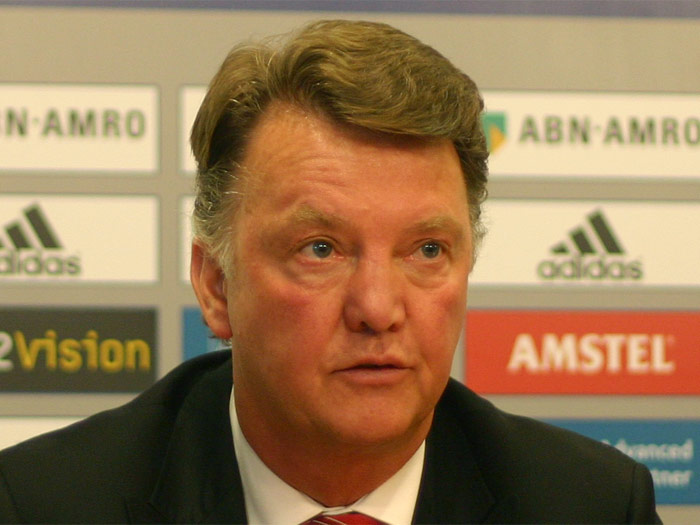
Louis van Gaal

- Hein van der Gaag  (1937-2022), Nederlands pianist en componist
- Seth Gaaikema (1939-2014), Nederlands cabaretier
- Louis van Gaal (1951), Nederlands voetballer en voetbaltrainer
- Alphons Gaalman (1914-1986), Nederlands organist, pianist, componist en dirigent
- Marcel Gaasenbeek (1971), Nederlands live-dj, voorganger en christelijk spreker
- Bas de Gaay Fortman (1937), Nederlands politicus
- Wilhelm Friedrich de Gaay Fortman (1911-1997), Nederlands politicus

## Gab

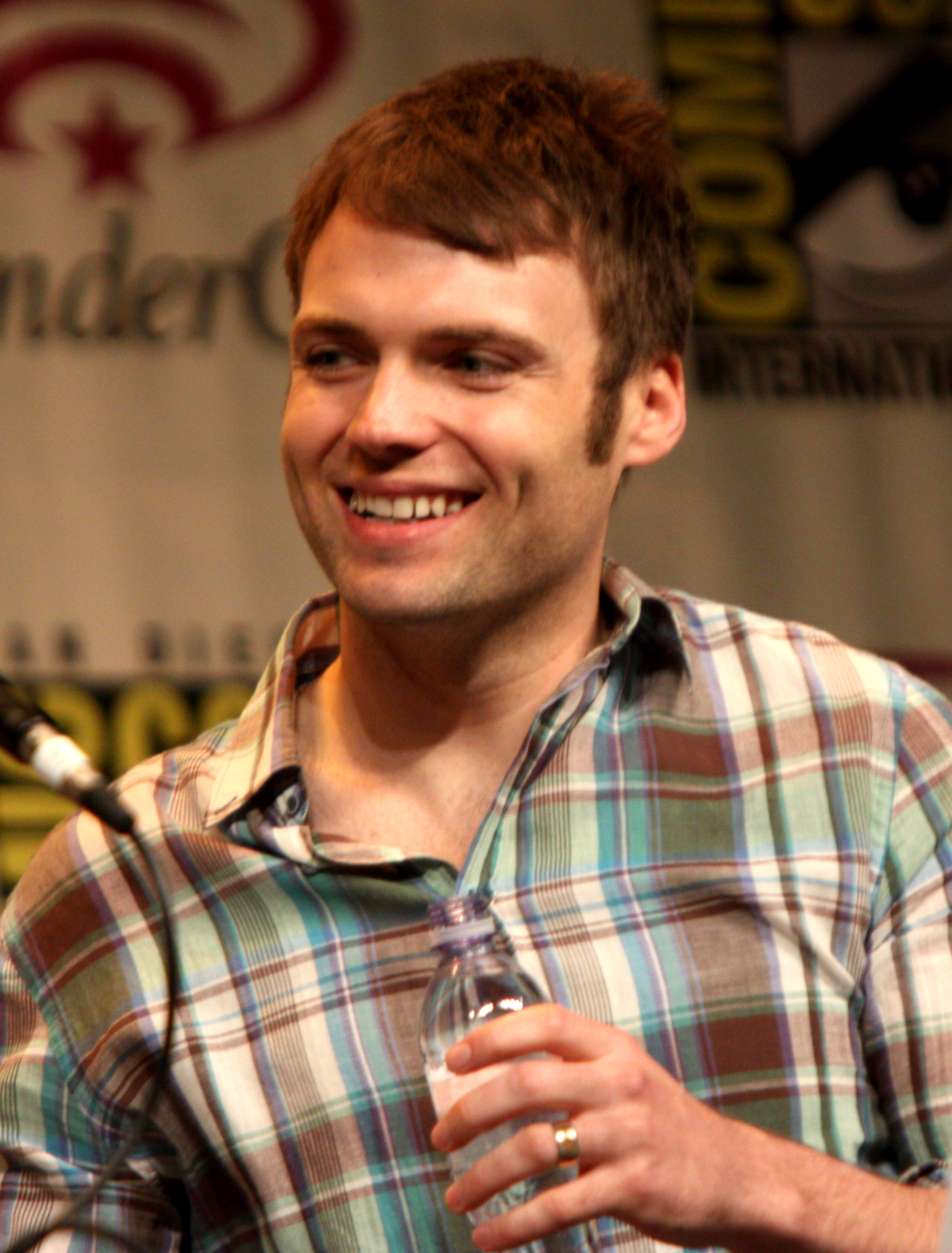
Seth Gabel (2012)

- Andreas Gabalier (1984), Oostenrijks zanger
- Tejmoeraz Gabasjvili (1985), Russisch tennisser
- Gian Maria Gabbiani (1978), Italiaans autocoureur
- Seth Gabel (1981), Amerikaans acteur
- Lorenzo Gabellini (1999), Italiaans motorcoureur
- Gabi (1983), Spaans voetballer
- Jean Gabin (1904-1976), Frans acteur
- Clark Gable (1901-1960), Amerikaans acteur
- Otto von der Gablentz (1930-2007), Duits diplomaat
- Dennis Gabor (1900-1979), Hongaars-Brits natuurkundige
- Eva Gabor (1919-1995), Hongaars actrice
- Zsa Zsa Gábor (1917-2016), Hongaars actrice
- Reeves Gabrels (1956), Amerikaans gitarist
- Drago Gabrić (1986), Kroatisch voetballer
- Brigitte Gabriel (1965), Libanees-Amerikaans journaliste, schrijfster en activiste
- Maria Gabriel (1979), Bulgaars politica
- Peter Gabriel (1950), Brits zanger en muzikant
- Andrea Gabrieli (+1586), Venetiaans componist
- Bart Gabriëls (1984), Nederlands honkballer
- Bert Gabriëls (1973), Belgisch acteur, cabaretier en komiek
- Jaak Gabriëls (1943), Belgisch politicus
- Jan-Willem Gabriëls (1979), Nederlands roeier
- Katja Gabriëls (1975), Belgisch politica
- Stijn Gabriëls (1982), Nederlands honkballer

## Gac
- Romain Le Gac (1995), Frans kunstschaatser
- Giorgi Gacharia (1975), Georgisch  politicus
- Bertrand Gachot (1962), Belgisch autocoureur

## Gad

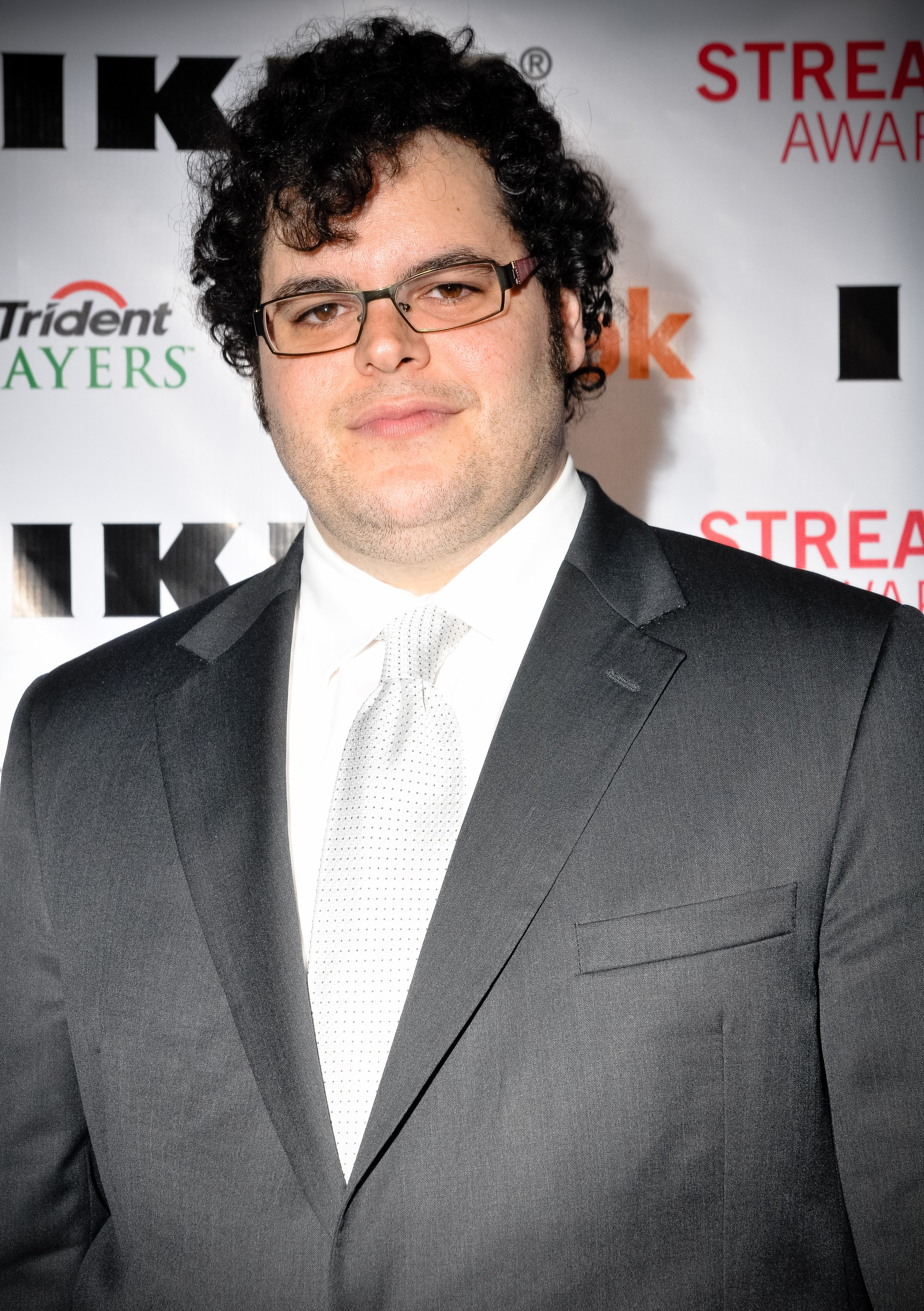
Josh Gad (2010)

- Josh Gad (1981), Amerikaans acteur, filmproducent en scenarioschrijver
- Adam Yahiye Gadahn (1978), Amerikaans Al Qaida lid
- Hans-Georg Gadamer (1900-2002), Duits filosoof
- Niels Gade (1817-1890), Deens componist
- Sergio Gadea (1984), Spaans motorcoureur
- Jack Gadellaa (1942-2018), Nederlands televisiemaker en tekstschrijver
- Nina Gademan (2003), Nederlands autocoureur
- Alfred Gadenne (1946-2017), Belgisch politicus

## Gae
- Tess Gaerthé (1991), Nederlands zangeres

## Gaf

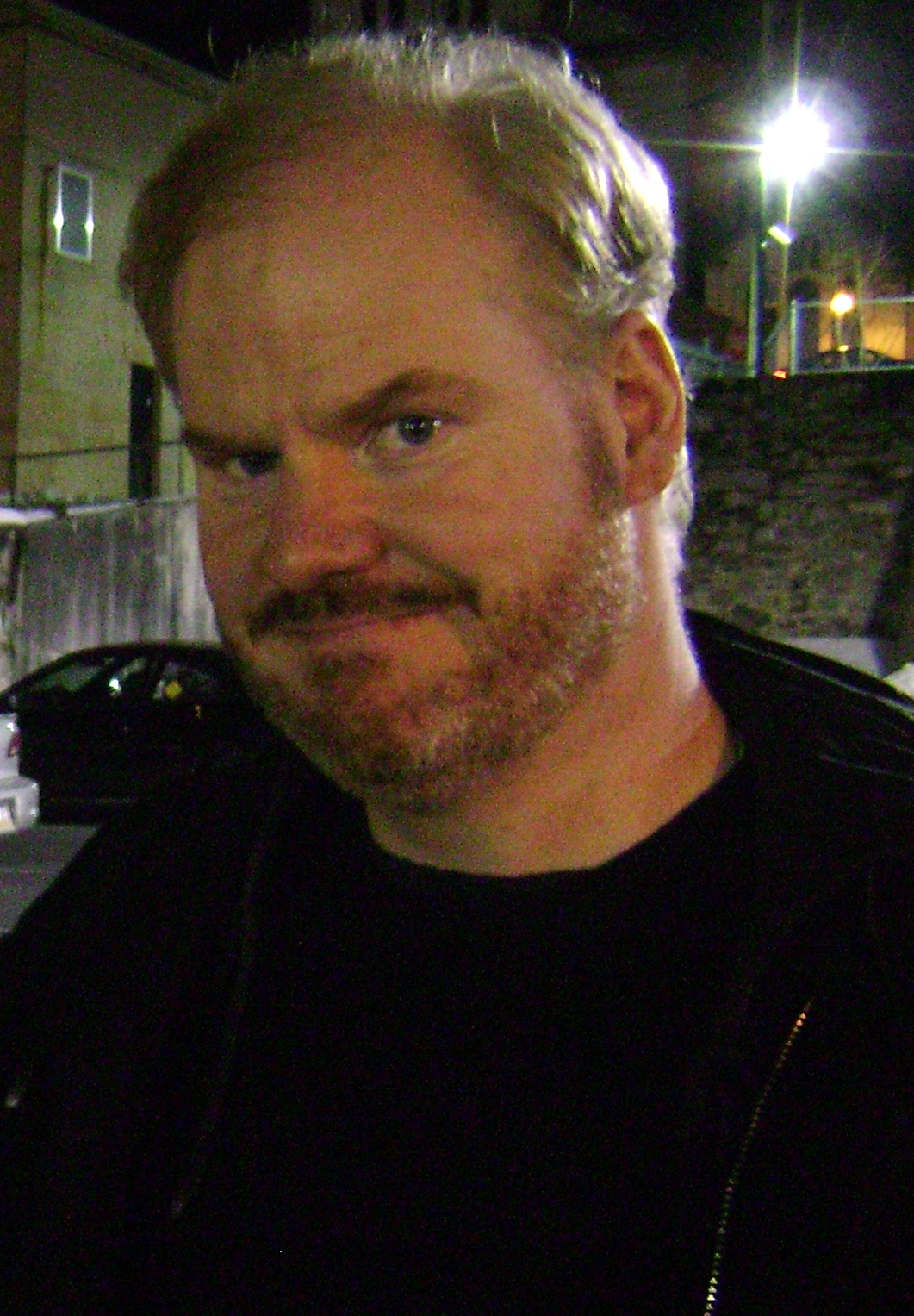
Jim Gaffigan (2010)

- Liliana Gafencu (1975), Roemeens roeister
- Jim Gaffigan (1966), Amerikaans acteur, stand-upkomiek, filmproducent en scenarioschrijver

## Gag
- Joeri Gagarin (1934-1968), Russisch kosmonaut
- Kevin Gage (1959), Amerikaans acteur
- Phineas Gage (1823-1860), Amerikaans spoorwegarbeider
- Tom Gage (1943-2010), Amerikaans atleet
- Giancarlo Gagliardi (1943), Italiaans autocoureur
- Vladimir Gaglojev (1927-1996), Ossetisch schrijver en dramaturg
- Jacob Gagne (1993), Amerikaans motorcoureur
- Vincent Gagnier (1993), Canadees freestyleskiër
- Marc-Antoine Gagnon (1991), Canadees freestyleskiër
- Marie-Michèle Gagnon (1989), Canadees alpineskiester
- Merab Gagoenasjvili (1985), Georgisch schaker
- Franciszek Gągor (1951-2010), Pools generaal

## Gai

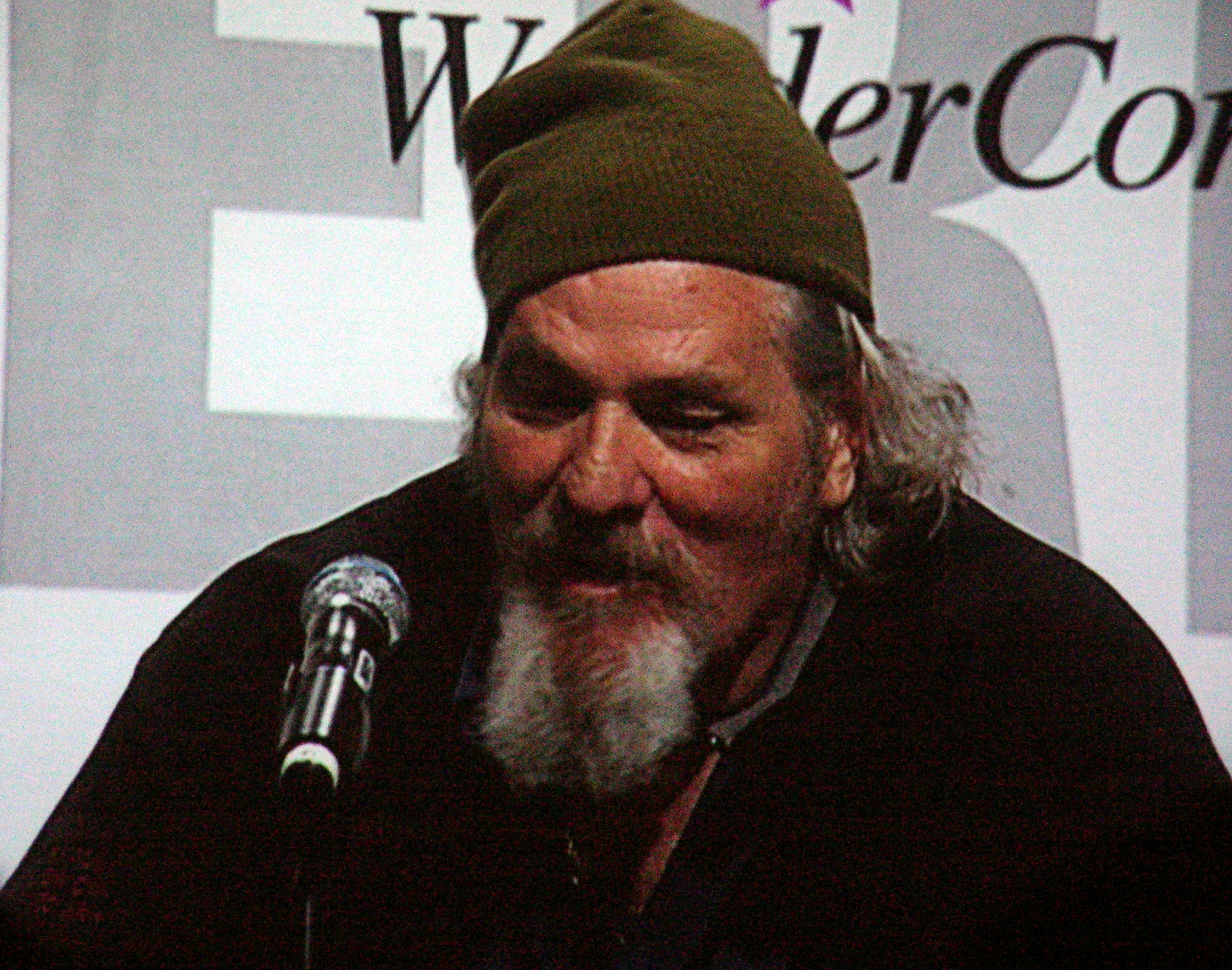
M.C. Gainey, 2010

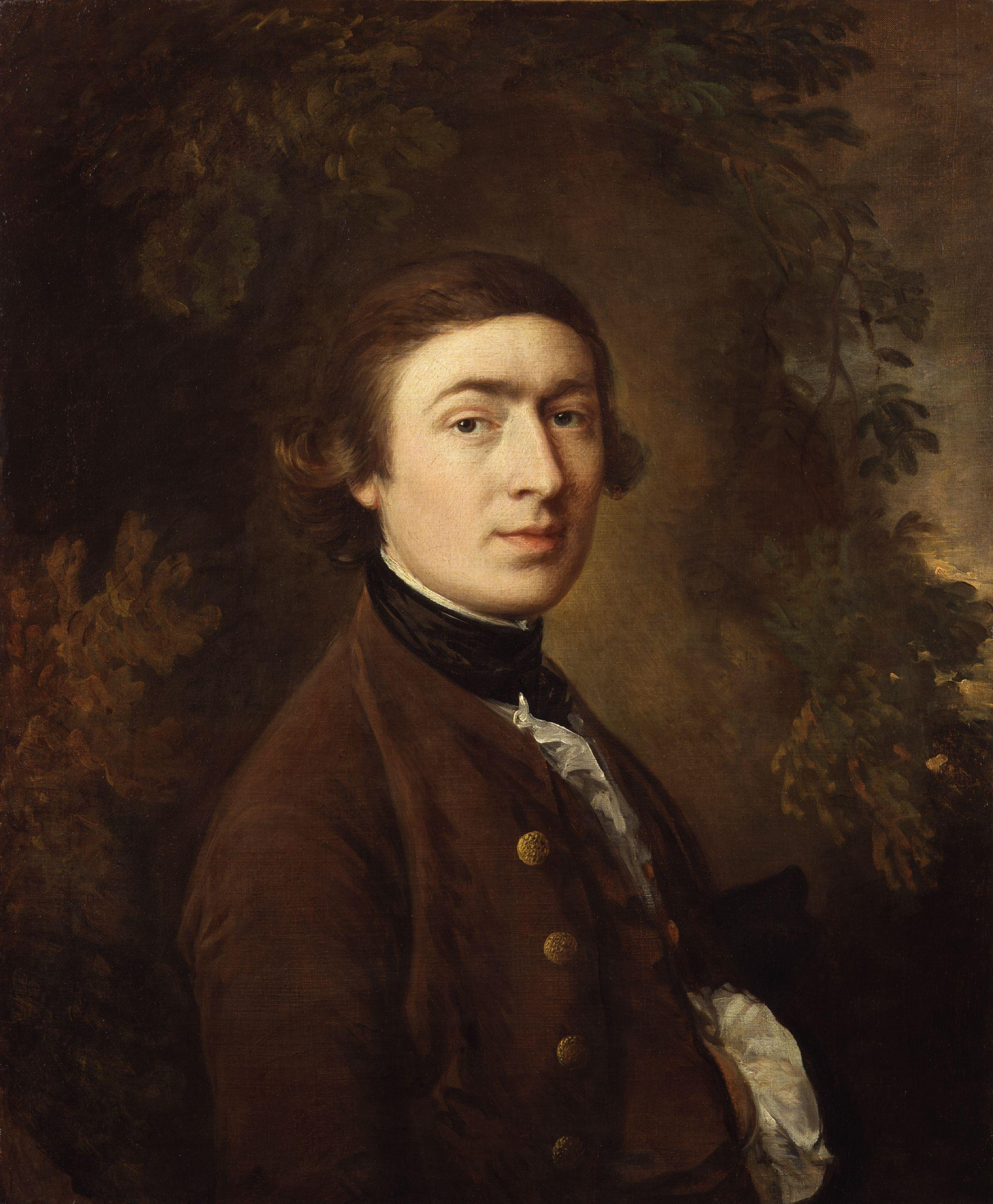
Thomas Gainsborough

- Sante Gaiardoni (1939-2023), Italiaans wielrenner
- David Gail (1965), Amerikaans acteur
- Jean-Marc Gaillard (1980), Frans langlaufer
- Marie-Rose Gaillard (1944-2022), Belgisch wielrenster
- Etienne Gailly (1922-1971), Belgisch atleet
- Neil Gaiman (1960), Brits schrijver
- Boyd Gaines (1953), Amerikaans acteur
- M.C. Gainey (1948), Amerikaans acteur
- Courtney Gains (1965), Amerikaans acteur, filmproducent, scenarioschrijver en muzikant
- Thomas Gainsborough (1727-1788), Brits kunstenaar
- Charlotte Gainsbourg (1971), Frans actrice, zangeres en fotomodel
- Serge Gainsbourg (1928-1991), Frans zanger
- Ignisious Gaisah (1983), Ghanees/Nederlands atleet

## Gaj
- Giorgio Gaja (1939), Italiaans hoogleraar en rechter
- Grzegorz Gajdus (1967), Pools atleet
- Jan Gajentaan (1902-1987), Nederlands eerste televisiesinterklaas
- Milan Gajić (1996), Kroatisch-Servisch voetballer
- Saša Gajser (1974), Sloveens voetballer

## Gak
- Cody Gakpo (1999), Nederlands voetballer

## Gal

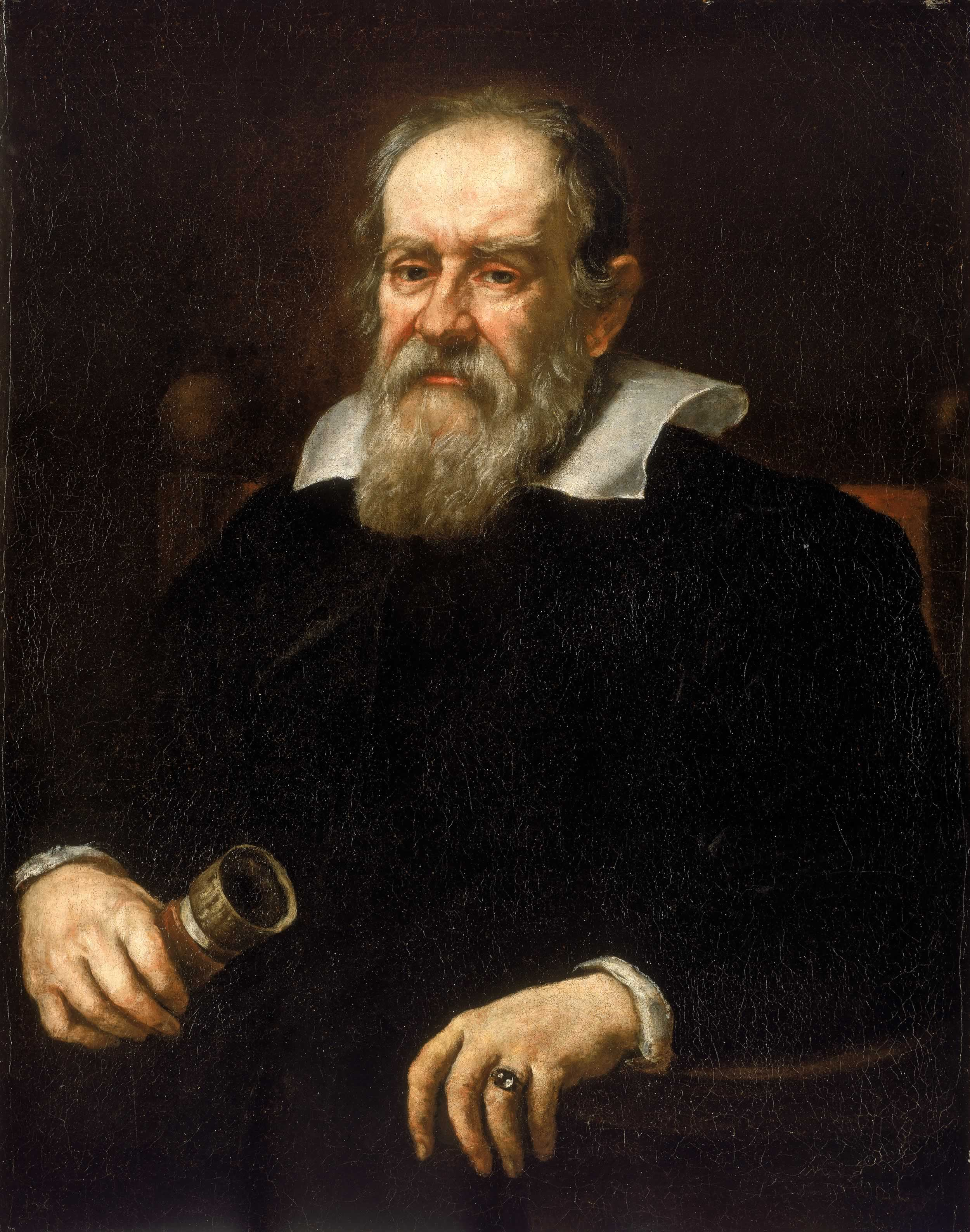
Galileo Galilei

- Edward Gal (1970), Nederlands ruiter
- Jenny Gal (1969), Nederlands/Italiaans judoka
- Jessica Gal (1971), Nederlands judoka
- Uziel Gal (1923-2002), Israëlisch wapenontwerper
- Paul Galand (1943), Belgisch arts en politicus
- Pierre Galand (1940), Belgisch politicus
- Marina Galanou (?-2021), Grieks transgenderactivist, uitgever en schrijver
- Tomáš Galásek (1973), Tsjechisch voetballer
- Bethany Galat (1995), Amerikaans zwemster
- Servius Sulpicius Galba (3 v. Chr.-69 n. Chr.), Romeins keizer
- Enzo Galbiati (1897-1982), Italiaans fascistisch politicus
- John Kenneth Galbraith (1908-2006), Amerikaans econoom, publicist, ambtenaar en diplomaat
- Eugene Galeković (1981), Australisch-Kroatisch voetbaldoelman
- Barry van Galen (1970), Nederlands voetballer
- Christoph Bernhard von Galen (1606-1678), Duits bisschop van Münster en krijgsheer
- Jan van Galen (1604-1653), Nederlands vlootvoogd
- Claudius Galenus (131-201), Grieks/Romeins geneeskundige
- Henri Guillaume Galeotti (1814-1857), Frans-Belgisch botanicus en geoloog
- Galerius (250-311), Romeins keizer (305-311)
- Matthieu Galey (1934-1986), Frans schrijver en criticus
- Aurelio Galfetti (1936-2021), Zwitsers architect
- Rafaël Galiana (1960), Frans autocoureur
- Rianna Galiart (1985), Nederlands atlete
- Joseph Galibardy (1915-2011), Indiaas hockeyer
- Galileo Galilei (1564-1624), Italiaans natuurkundige
- Regina José Galindo (1974), Guatemalteeks kunstenares
- Mario Galinović (1975), Kroatisch voetbaldoelman
- Marek Galiński (1974-2014), Pools wielrenner
- Cor Galis (1910-1997), Nederlands radiomaker
- Vera Galis (1959), Nederlands kunstenares
- Hans Galjaard (1935-2022), Nederlands hoogleraar humane genetica
- France Gall (1947-2018), Frans zangeres
- Maria Gall (1851-1915), oprichtster Gall & Gall
- Helen Gallagher (1926-2024), Amerikaans actrice
- Liam Gallagher (1972), Brits popmuzikant
- Megan Gallagher (1960), Amerikaans actrice
- Noel Gallagher (1967), Brits popmuzikant
- Rory Gallagher (1948-1995), Iers bluesgitarist
- Albert Gallatin (1761-1849), Zwitsers-Amerikaans taalkundige, politicus, diplomaat, minister van Financiën en lid van het Huis van Afgevaardigden
- Carla Galle (1948-2022), Belgisch zwemster en ambtenaar
- David Galle (1980), Belgisch stand-upcomedian
- Katharina Gallhuber (1997), Oostenrijks alpineskiester
- Johann Gottfried Galle (1812-1910), Duits astronoom
- Marc Galle (1930-2007), Vlaams politicus en letterkundige
- Johan Hendrik Gallée (1847-1908), Nederlands hoogleraar
- Sofie Gallein (1992), Belgisch atlete
- Akseli Gallén-Kallela (1865-1931), Fins schilder
- Gallienus (213/8-268), Romeins keizer (253-268)
- Craig Galliano (2001), Gibraltarees darter en voetballer
- Greetje Galliard (1926-2019), Nederlands zwemster
- Mo Gallini (1966), Amerikaans acteur
- Carla Gallo (1975), Amerikaans actrice
- Nunzio Gallo (1928-2008), Italiaans zanger
- Tom Gallop, Amerikaans acteur
- Armando Gallop (1970-1996), Amerikaanse houseproducer
- Jeff Galloway (1945), Amerikaans atleet
- Jacobus Gallus Carniolus (1550-1591), Sloveens componist
- Nevin Galmarini (1986), Zwitsers snowboarder
- Evariste Galois (1811-1832), Frans wiskundige
- Pjotr Galperin (1902-1988), Russisch psycholoog
- Arsen Galstjan (1989), Russisch-Armeens judoka
- John Galsworthy (1867-1933), Brits schrijver
- Rossano Galtarossa (1972), Italiaans roeier
- Francis Galton (1822-1911), Brits wetenschapper
- Luis Galván (1948-2025), Argentijns voetballer
- Lucia Galeazzi Galvani (1743-1788), Italiaans wetenschapster
- Luigi Galvani (1737-1798), Italiaans arts en natuurkundige
- Felicity Galvez (1985), Australisch zwemster
- Isaac Gálvez (1975-2006), Spaans wielrenner
- Juan Manuel Gálvez (1887-1972), president van Honduras (1949-1954)
- Joelia Galysjeva (1992), Kazachs freestyleskiester

## Gam

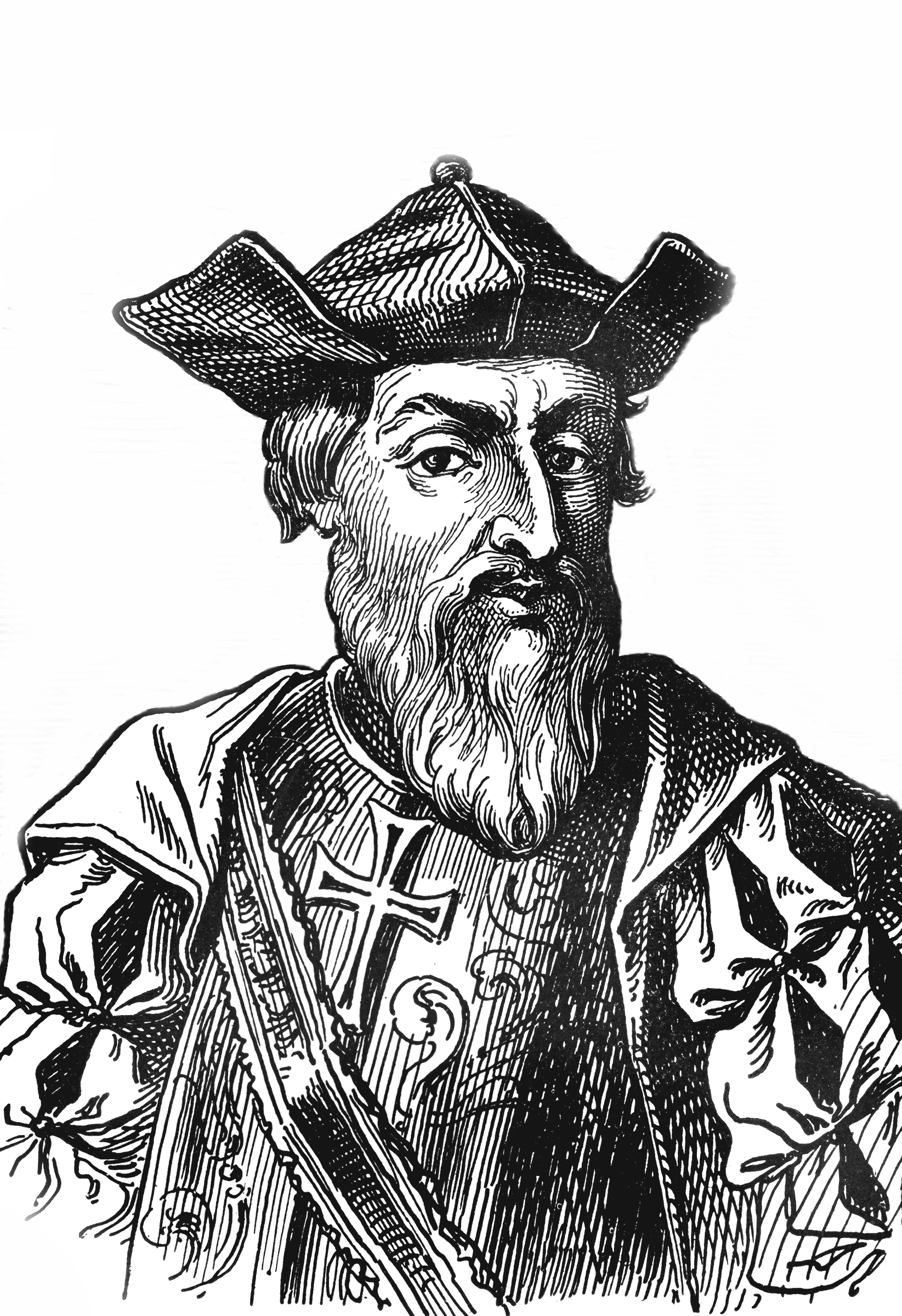
Vasco da Gama

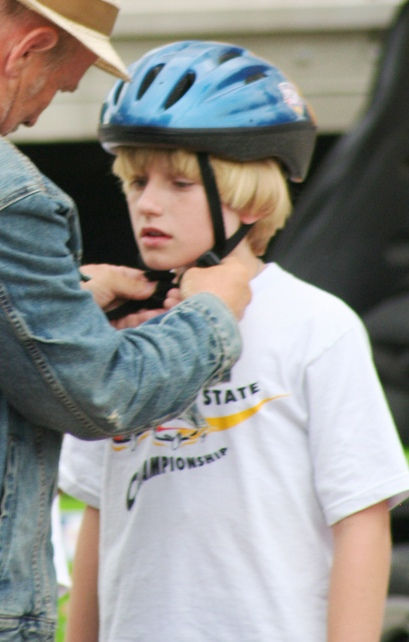
Nathan Gamble in 2010

- Rita Gam (1927-2016), Amerikaans actrice
- Armando António Capelo Dinis da Gama  (1954-2022), Portugees singer-songwriter en bariton operazanger
- Vasco da Gama (1469-1524), Portugees ontdekkingsreiziger
- Ferahiwat Gamachu Tulu (1981), Ethiopisch/Belgisch atlete
- Gamaliël (?-ca.88), Joods rabbijn en wetgeleerde
- Piero Gamba (1936-2022), Italiaans orkestdirigent en pianist
- Frank Gambale (1958), Australisch fusiongitarist
- Ibrahim Gambari (1944), Nigeriaans politicoloog, politicus en diplomaat
- Fabio Gamberini (1992), Braziliaans autocoureur
- Geneviève Gambillon (1951), Frans wielrenster
- Nathan Gamble (1998), Amerikaans acteur
- Michael Gambon (1940-2023), Iers-Brits acteur
- Zoë de Gamond (1806-1854), Belgisch onderwijzeres en feministe
- George Gamow (1904-1968), Russisch-Amerikaans kernfysicus en kosmoloog
- Gila Gamliel (1974), Israëlisch vakbondsbestuurder en politica
- Irakli Gamrekeli (1894-1943), Georgisch decor- en kostuumontwerper, kunstschilder en grafisch kunstenaar

## Gan

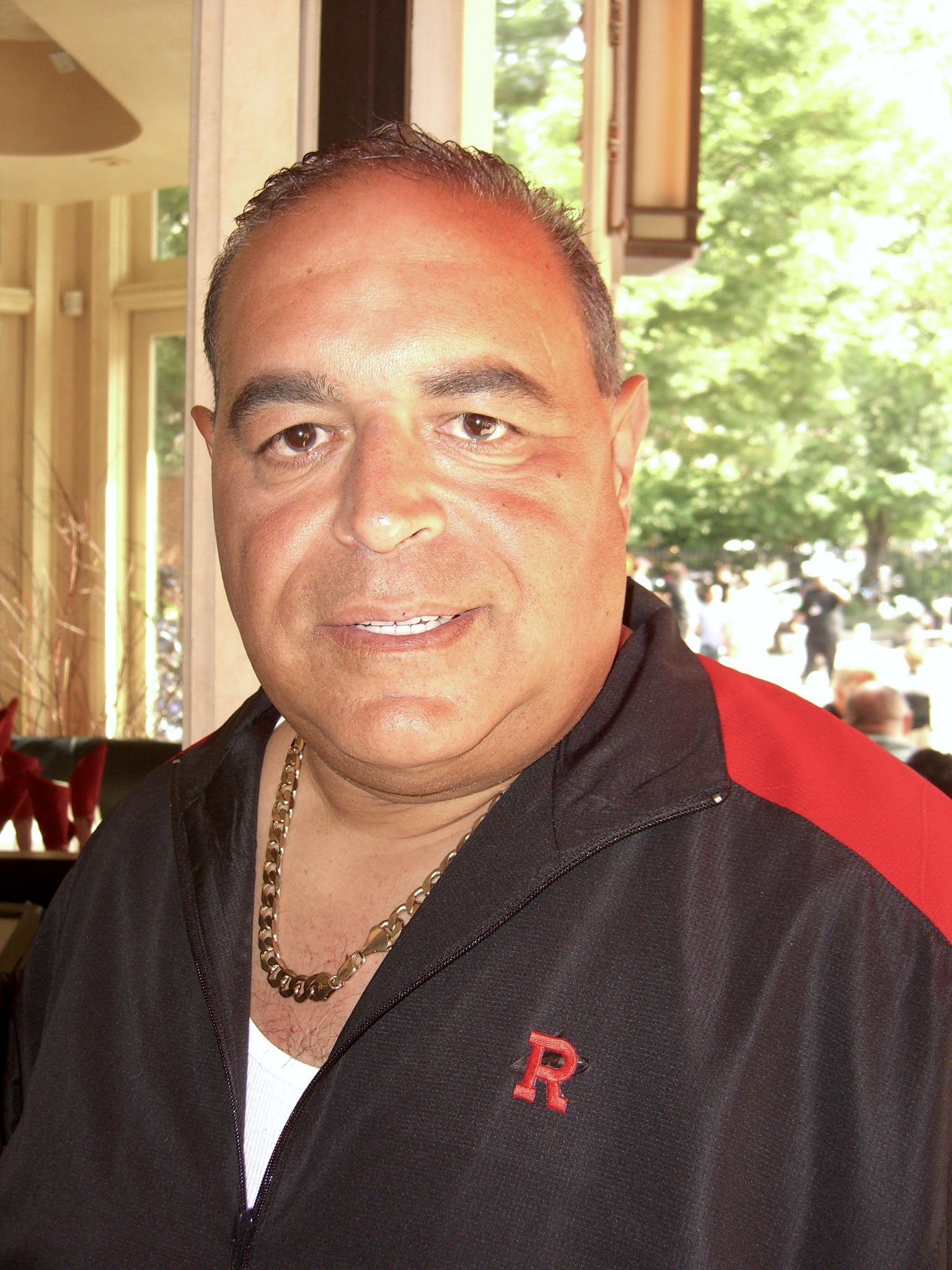
Joseph R. Gannascoli (2011)

- Emilio Gancayco (1921-2009), Filipijns rechter
- Indira Gandhi (1917-1984), Indiaas premier
- Mohandas Karamchand Gandhi (1869-1948), Indiaas onafhankelijkheidsstrijder en pacifist
- Rajiv Gandhi (1944-1991), Indiaas premier
- Henri Gandibleux (1900-1969), Belgisch syndicalist en politicus
- Richard Gandibleux (1928-1996), Belgisch bedrijfsleider en bestuurder
- Johannes Gandil (1873-1956), Deens voetballer en atleet
- Marcello Gandini (1938-2024), Italiaans auto-ontwerper
- Maurice de Gandillac (1906-2006), Frans filosoof
- Pietro Gandolfi (1987), Italiaans autocoureur
- James Gandolfini (1961-2013), Amerikaans acteur
- Ellen Gandy (1991), Brits zwemster
- Laurent Gané (1973), Frans baanwielrenner
- Nadesan Ganesan (1932-2015), Singaporees voetbalbestuurder
- Mark Gangloff (1982), Amerikaans zwemmer
- Kenneth Gangnes (1989), Noors schansspringer
- Svetlana Ganina (1978), Russisch tafeltennisster
- Merrilyn Gann (1963), Canadees (stem)actrice
- Joseph R. Gannascoli (1959), Amerikaans acteur
- Jim Paul Gannon (1968), Ierse voetballer en voetbaltrainer.
- Travis Ganong (1988), Amerikaans alpineskiër
- Dennis Gansel (1973), Duits scenarioschrijver en filmregisseur
- Marlène van Gansewinkel (1995), Nederlands paralympisch atlete
- André Gantman (1950), Belgisch advocaat en politicus
- Jana Gantnerová (1989), Slowaaks alpineskiester
- Jean-Marie Gantois (1904-1968), Frans priester en schrijver
- Kyra Gantois (?), Belgisch klimaatactiviste
- Rita Gantois (1958), Belgisch politica
- Ábrahám Ganz (1815-1867), Hongaars industrieel

## Gao
- Gao Chang (1987), Chinees zwemster
- Gao Jun (1969), Chinees-Amerikaans tafeltennisster
- Gao Xingjian (1940), Chinees toneelschrijver en winnaar van de Nobelprijs voor de Literatuur

## Gap
- Georgi Gapon (1870-1906), Russisch priester

## Gar

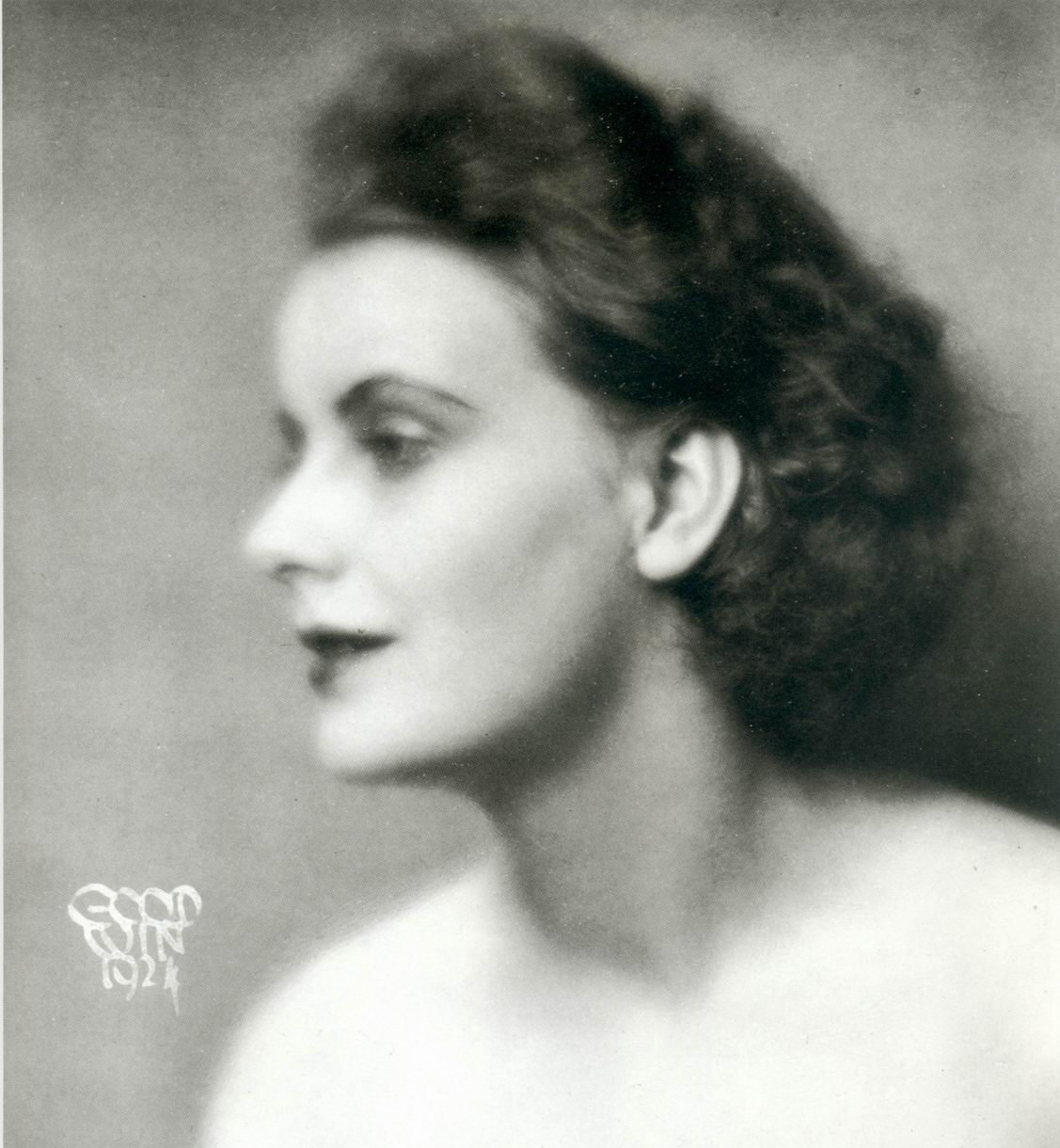
Greta Garbo

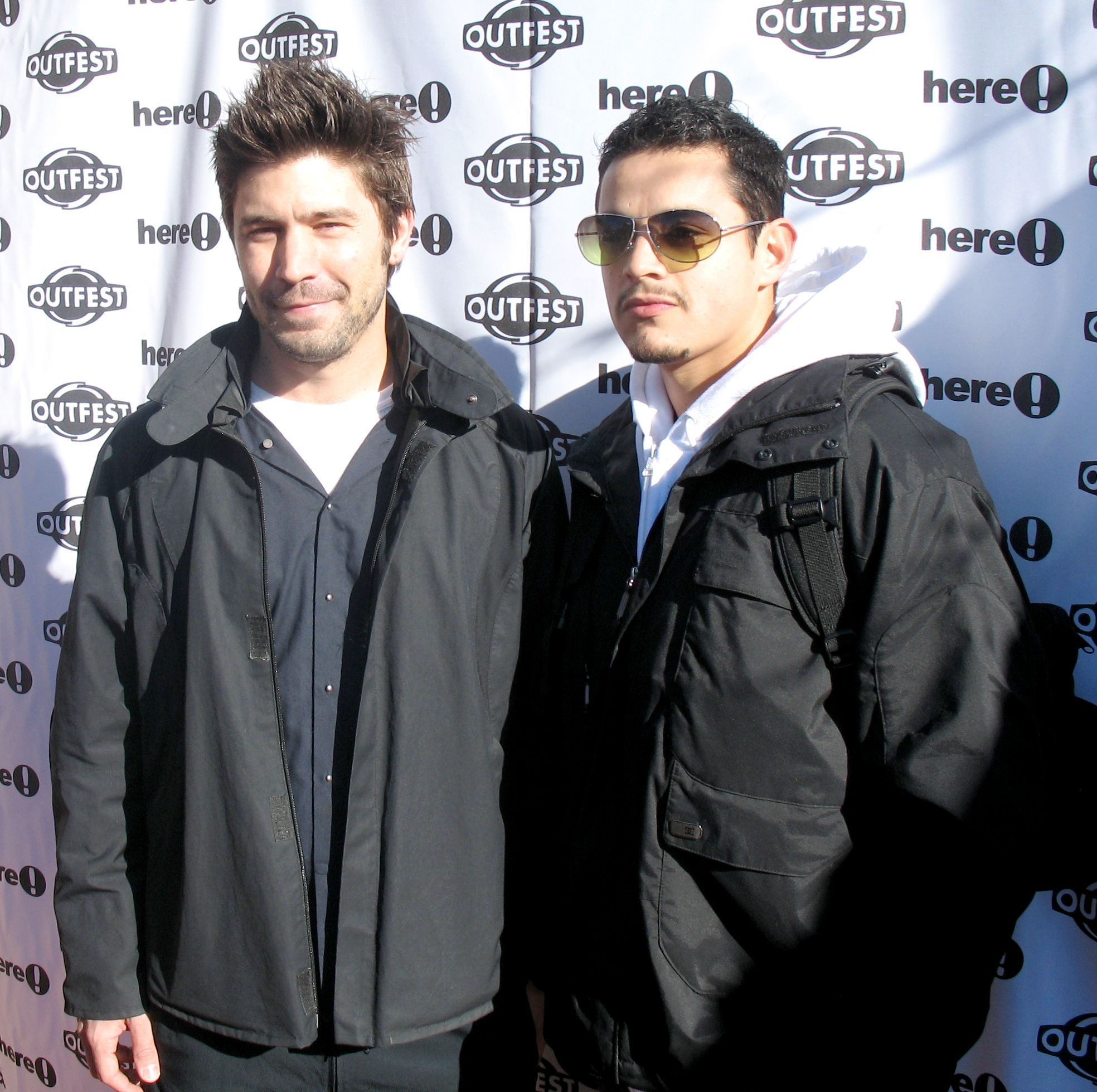
Jesse Garcia (rechts), 2006

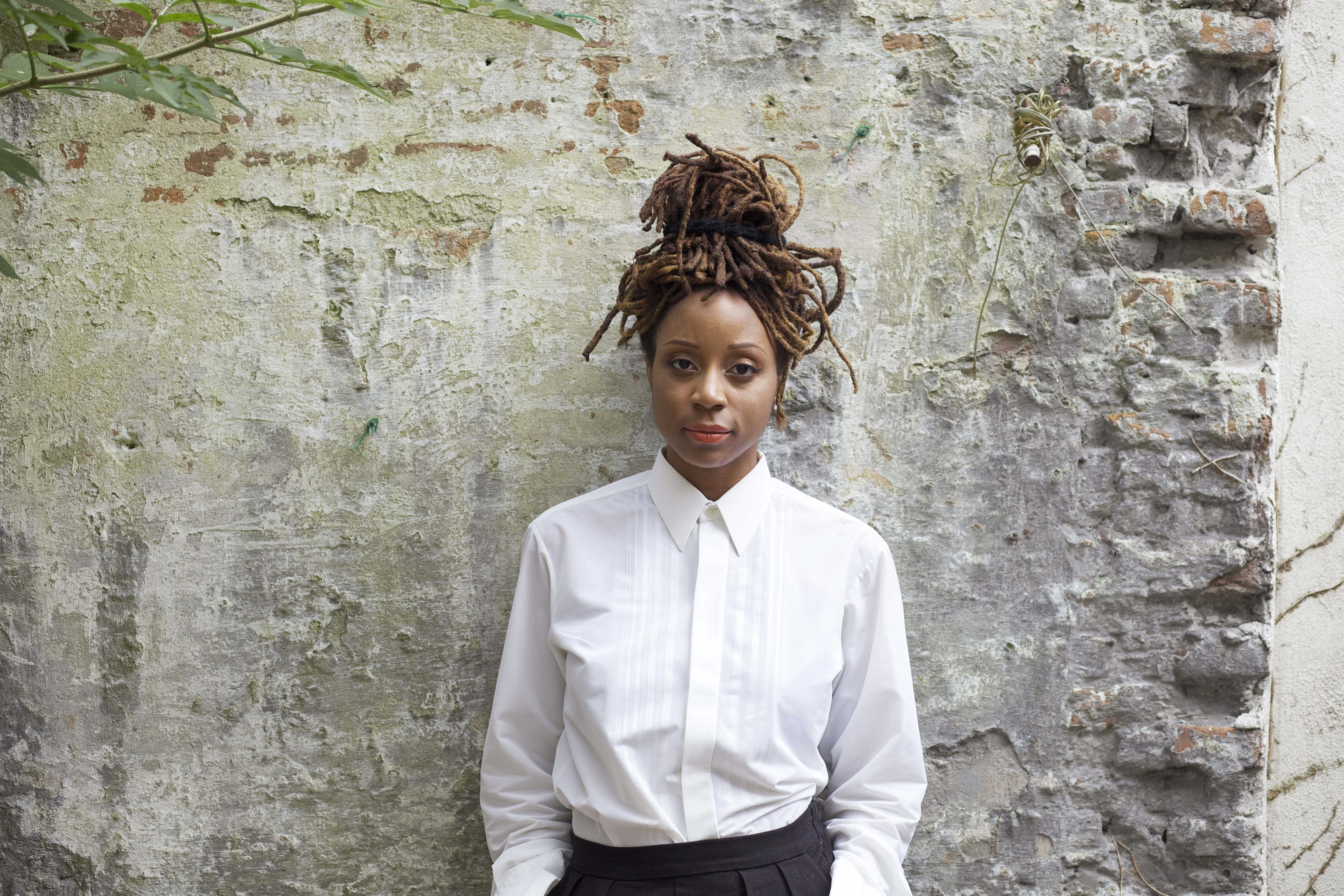
Clarice Gargard

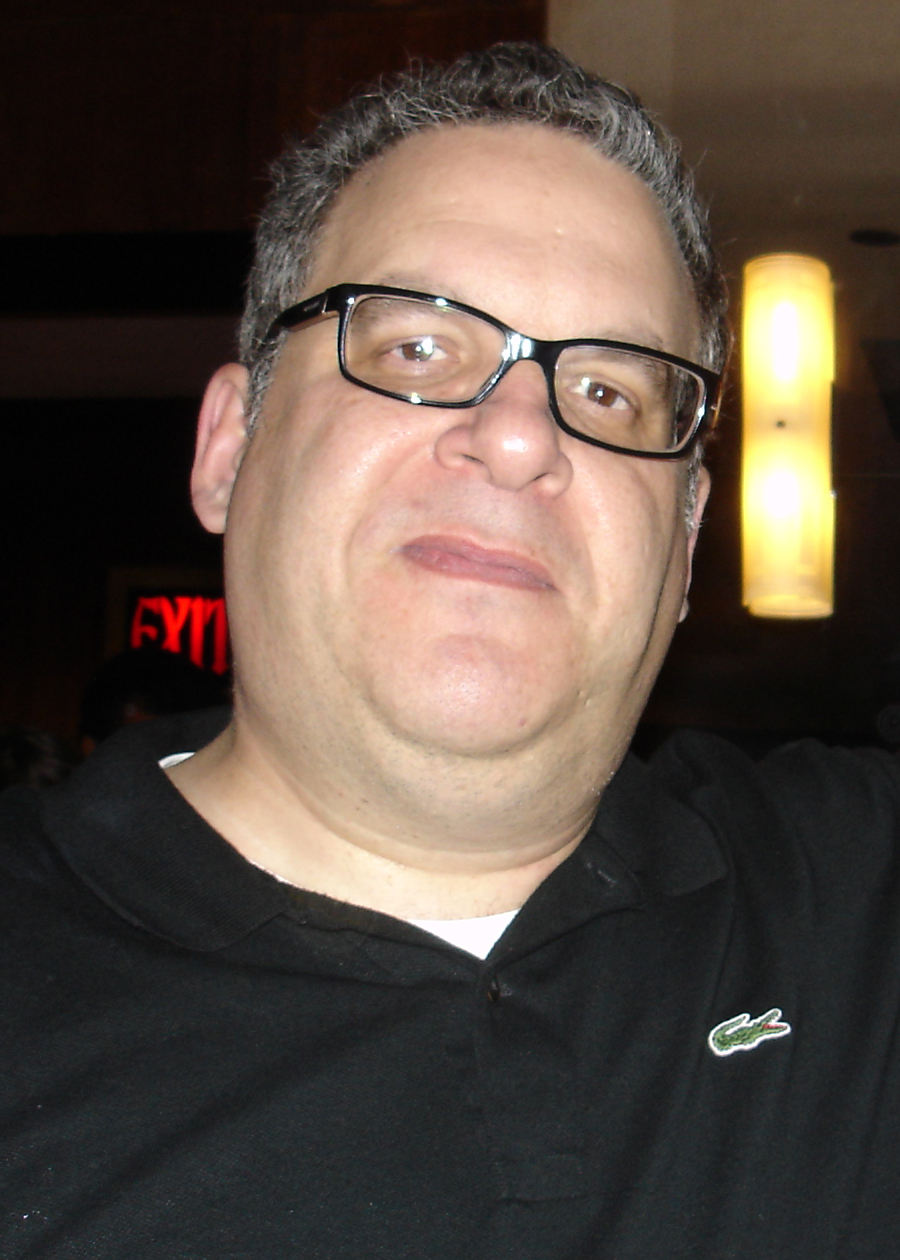
Jeff Garlin

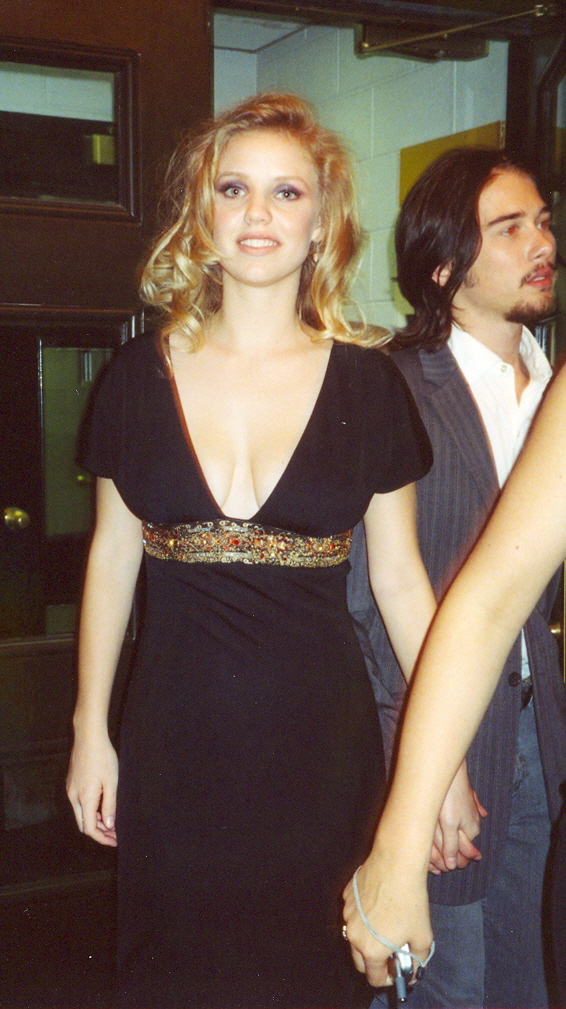
Kelli Garner (2007)

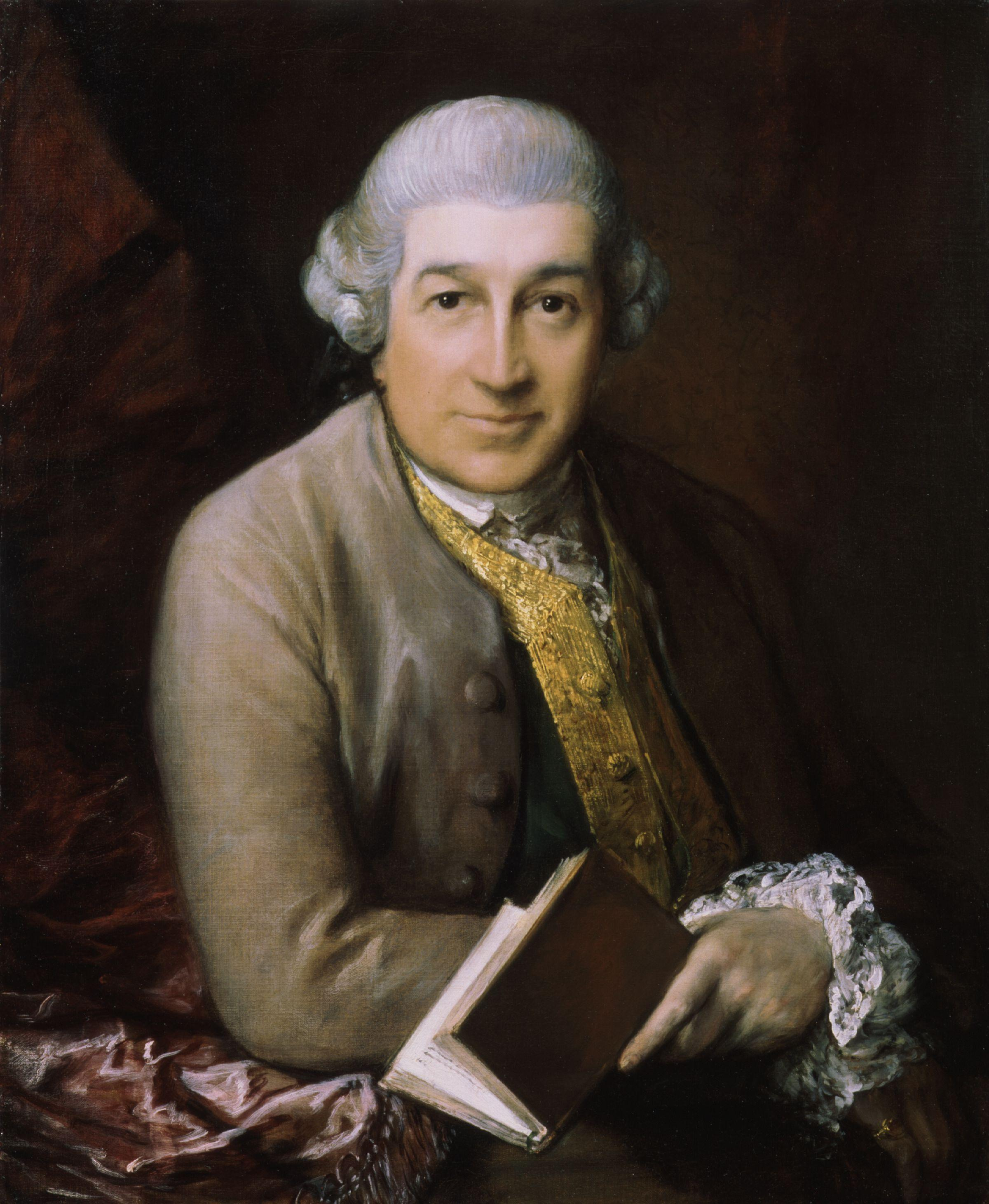
David Garrick

- Jacques Nathan Garamond (1910-2001), Frans beeldend kunstenaar
- Jevgeni Garanitsjev (1988), Russisch biatleet
- Juan Manuel Gárate (1976), Spaans wielrenner
- Leslie Andres Garay (1924-2016), Amerikaans botanicus
- Luis Garavito (1957-2023), Colombiaans serieverkrachter en -moordenaar
- Mario Garba (1977), Kroatisch voetballer
- Józef Garbień (1896-1954), Pools voetballer
- Greta Garbo (1905-1990), Zweeds actrice
- Alejandro García Casañas (1970), Spaans voetballer en voetbalcoach
- Alex García (2003), Mexicaans autocoureur
- Alexis García (1960), Colombiaans voetballer en voetbalcoach
- Anier García (1976), Cubaans atleet
- Antonio García (1980), Spaans autocoureur
- Belén García (1999), Spaans autocoureur
- Borja García (1982), Spaans autocoureur
- Cancio Garcia (1937-2013), Filipijns rechter
- Carlos Garcia (1896-1971), president van de Filipijnen
- Danay García (1984), Cubaans actrice
- David García (1978), Spaans motorcoureur
- Eddie Garcia (1929-2019), Filipijns acteur en regisseur
- Esteban Garcia (1970), Zwitsers ondernemer, zeiler en autocoureur
- Gonzalo García García (1983), Spaans voetballer
- Gwendolyn Garcia (1955), Filipijns politicus
- Hanser García (1988), Cubaans zwemmer
- Jesse Garcia (1982), Amerikaans acteur
- Juan Carlos García (1988-2018), Hondurees voetballer
- Juan Pablo García (1987), Mexicaans autocoureur
- Luis Augusto García (1950), Colombiaans voetballer en voetbalcoach
- Marta García (2000), Spaans autocoureur
- Miguel María García (1995), Paraguayaans autocoureur
- Pablo Garcia (1925-2021), Filipijns politicus
- Rodolfo Garcia (?), Filipijns generaal
- Sergio García (1980), Spaans golfer
- Sergio García (2003), Spaans motorcoureur
- Sinforiano García (1924-1992), Paraguayaans voetballer
- Ulisses Garcia (1996), Portugees voetballer
- Víctor García (1990), Spaans autocoureur
- Guillermo García López (1983), Spaans tennisser
- Gabriel García Márquez (1927-2014), Colombiaans schrijver
- Francisco Javier García Pimienta (1974), Spaans voetballer en voetbalcoach
- Gabriel García de la Torre (1979), Spaans voetballer
- Néstor García Veiga (1945), Argentijns autocoureur
- Henri Garcin (1928-2022), Belgisch acteur
- Jason Gardener (1975), Brits atleet
- Lamberto Gardelli (1915-1998), Italiaans dirigent
- Til Gardeniers (1925-2019), Nederlands politicus
- Boris Gardiner (1946), Jamaicaans zanger en bassist
- Steven Gardiner (1995), Bahamaans atleet
- Ashley Gardner (1964), Amerikaans (stem)actrice
- Ava Gardner (1922-1990), Amerikaans actrice
- Burgess Gardner (1936-2021), Amerikaans trompettist, bigbandleider, componist, arrangeur en producer
- English Gardner (1992), Amerikaans atlete
- John Gardner (1926-2007), Engels schrijver, journalist, theatercriticus en anglicaans priester
- Lisa Gardner (1971), Amerikaans schrijver
- Martin Gardner (1914-2010), Amerikaans wiskundige
- Remy Gardner (1998), Australisch motorcoureur
- Wayne Gardner (1959), Australisch motorcoureur
- Melody Gardot (1985), Amerikaans muzikante, componiste en zangeres
- Øystein Gåre (1954-2010), Noors voetbalcoach
- Gable Garenamotse (1977), Botswaans atleet
- José Garfias (2004), Mexicaans autocoureur
- Allen Garfield (1939), Amerikaans acteur
- James Garfield (1831-1881), Amerikaans president (1881)
- Art Garfunkel (1941), Amerikaans zanger
- Clarice Gargard (1988), Amerikaans-Nederlands journalist, programmamaker en presentator
- Chris Garia (1992), Nederlands honkballer en atleet
- Giuseppe Garibaldi (1807-1882), Italiaans vrijheidsstrijder
- Eugenio Garin (1905-2004), Italiaans filosoof en historicus
- Maurice Garin (1871-1953), Frans wielrenner
- Pietro Garinei (1919-2006), Italiaans musicalcomponist en -producent
- Priscilla Garita (1968), Amerikaans actrice
- Troy Garity (1973), Amerikaans acteur
- Rūta Garkauskaitė (1964), Litouws tafeltennisster
- Red Garland (1923-1984), Amerikaans jazzpianist
- Judy Garland (1922-1969), Amerikaans actrice en zangeres
- Jessica Garlick (1981), Brits zangeres
- Jeff Garlin (1962), Amerikaans acteur, filmregisseur, filmproducent, scenarioschrijver en auteur
- Lee Garlington (1953), Amerikaans actrice
- Sonia Garmers (1933-2025), Curaçaos schrijfster
- James Garner (1928-2014), Amerikaans acteur
- Jay Garner (1938), Amerikaans generaal
- Kelli Garner (1984), Amerikaans actrice
- Carlos Garnett (1938-2023), Panamees-Amerikaans jazzsaxofonist
- Laurent Garnier (1966), Frans technoproducer
- Petra Garnier (1970), Nederlands paralympisch sportster
- Philippe 'Garot (1948-2023), Belgisch voetbaltrainer en voetballer
- Daniele Garozzo (1992), Italiaans schermer
- Terry Ann (Teri) Garr (1944-2024), Amerikaans actrice
- John Garrahy (1930-2012), Amerikaans politicus
- Pascal Garray (1965-2017), Belgisch striptekenaar
- Bob Garretson (1933-2025), Amerikaans autocoureur
- Betty Garrett (1919-2011), Amerikaans actrice
- Billy Garrett (1933-1999), Amerikaans autocoureur
- David Garrett (1980), Duits-Amerikaans violist
- Kathleen Garrett, Amerikaans actrice
- LaMonica Garrett (1975), Amerikaans acteur
- Pat Garrett (1850-1908), Amerikaans caféhouder en politiebeambte
- Spencer Garrett (1963), Amerikaans acteur en filmproducent
- Barbara Garrick (1965), Amerikaans actrice
- David Garrick (1717-1779), Brits acteur
- David Garrick (1946), Brits zanger
- António José da Silva Garrido (1932-2014), Portugees voetbalscheidsrechter
- Juan Carlos Garrido (1969), Spaans voetbalcoach
- Lizardo Garrido (1957), Chileens voetballer
- Joan Garriga (1963-2015), Spaans motorcoureur
- Garrincha (1933-1983), Braziliaans voetballer
- Nel Garritsen (1933-2014), Nederlands zwemster
- Freddie Garrity (1940-2006), Brits zanger
- Gabriel-Marie Garrone (1901-1994), Frans geestelijke en kardinaal van de Katholieke Kerk
- Roland Garros (1888-1918), Frans vliegtuigpionier
- Robert Garrow (1936-1978), Amerikaans seriemoordenaar
- Willie Garson (1964-2021), Amerikaans film- en televisieacteur
- Bert Garthoff (1913-1997), Nederlands presentator
- Christopher Gartin (1968), Amerikaans acteur
- Jo Gartner (1954-1986), Oostenrijks autocoureur
- Richard Garwin (1928-2025), Amerikaans natuurkundige
- Eugenio Garza Sada (1892-1973), Mexicaans zakenman
- Davíd Garza Pérez (1988), Mexicaans autocoureur
- Luka Garza (1998), Amerikaans-Bosnisch basketballer
- Stefano Garzelli (1973), Italiaans wielrenner
- Martín Garzéz (1526-1601), grootmeester van de Orde van Malta
- Héctor Garzó (1998), Spaans motorcoureur

## Gas

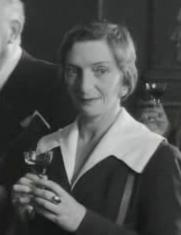
Sonia Gaskell

- Paul Gascoigne (1967), Engels voetballer
- Jill Gascoine (1937), Brits actrice en schrijfster
- Vugar Gashimov (1986-2014), Azerbeidzjaans schaakgrootmeester
- Agnieszka Gąsienica-Daniel (1987), Pools skiester
- Teymur Gasimov (1973), Azerbeidzjaans atleet
- Sonia Gaskell (1904-1974), Nederlands balletdanseres, choreografe en danspedagoge
- Pierre Gasly (1996), Frans autocoureur
- Boom Gaspar (1953), Amerikaans muzikant, pseudoniem van Kenneth E. Gaspar
- Camille Gaspar (1876-1970), Belgisch kunsthistoricus
- Dalmo Gaspar (1932-2015), Braziliaans voetballer en voetbalcoach
- Eduardo Cesar Daude Gaspar (1978), Braziliaans voetballer en voetbalbestuurder, bekend onder de naam Edu
- Jean Gaspar (1861-1931), Belgisch beeldhouwer
- João Gaspar (1992), Braziliaans wielrenner
- Jordy Gaspar (1997), Frans voetballer
- Jozef Gašpar (1977), Slowaaks voetballer
- Justin Gaspar (1912-1999), Belgisch advocaat en politicus
- Mario Gaspar (1990), Spaans voetballer
- Odirlei de Souza Gaspar (1981), Braziliaans voetballer
- René Gaspar (1893-1958), Belgisch taalkundige en Vlaams activist
- Vítor Gaspar (1960), Portugees econoom en politicus
- Shad Gaspard (1981), Amerikaans professioneel worstelaar
- Pierre Gaspard-Huit (1917-2017), Frans regisseur en scenarist
- Selina Gasparin (1984), Zwitsers biatlete
- Alcide De Gasperi (1881-1954), Italiaans politicus
- Richard Gasquet (1986), Frans tennisspeler
- Pierre Gassendi (1592-1655), Frans filosoof
- Bakary Gassama (1977), Gambiaans voetbalscheidsrechter
- Adolf Gasser (1903-1985), Zwitsers historicus
- Anna Gasser (1991), Oostenrijks snowboardster
- Harry Gasser (1937-2014), Filipijns presentator en nieuwslezer
- Herbert S. Gasser (1888-1963), Amerikaans fysioloog en Nobelprijswinnaar
- Leopold Gassmann (1729-1774), Boheems componist
- Carl Gassner (1855-1942), Duits arts, wetenschapper en uitvinder
- Nicol Gastaldi (1993), Argentijns alpineskiester
- Cocky Gastelaars (1938), Nederlands zwemster
- Josephine van Gasteren (1917-1989), Nederlands actrice
- Michael Gaston (1962), Amerikaans acteur
- Lelde Gasūna (1990), Lets alpineskiester

## Gat
- Rodion Gataullin (1965), Sovjet-Russisch/Russisch atleet
- Stephen Gately (1976-2009), Iers zanger
- Bill Gates (1955), Amerikaans informaticus en zakenman
- Melinda Gates (1964), Amerikaans filantrope en zakenvrouw
- Kathleen Gati (1957), Canadees actrice
- Justin Gatlin (1982), Amerikaans atleet
- Richard Gatling (1818-1903), Amerikaans uitvinder
- Daniele Gatti (1961), Italiaans dirigent
- Hugo Gatti (1944-2025), Argentijnse voetballer
- Isabelle Gatti de Gamond (1839-1905), Belgisch pedagoge en feministe
- Michelle Gatting (1993), Deens autocoureur
- Oscar Gatto (1985), Italiaans wielrenner
- Gennaro Gattuso (1978), Italiaans voetballer
- Sven Gatz (1967), Belgisch politicus

## Gau

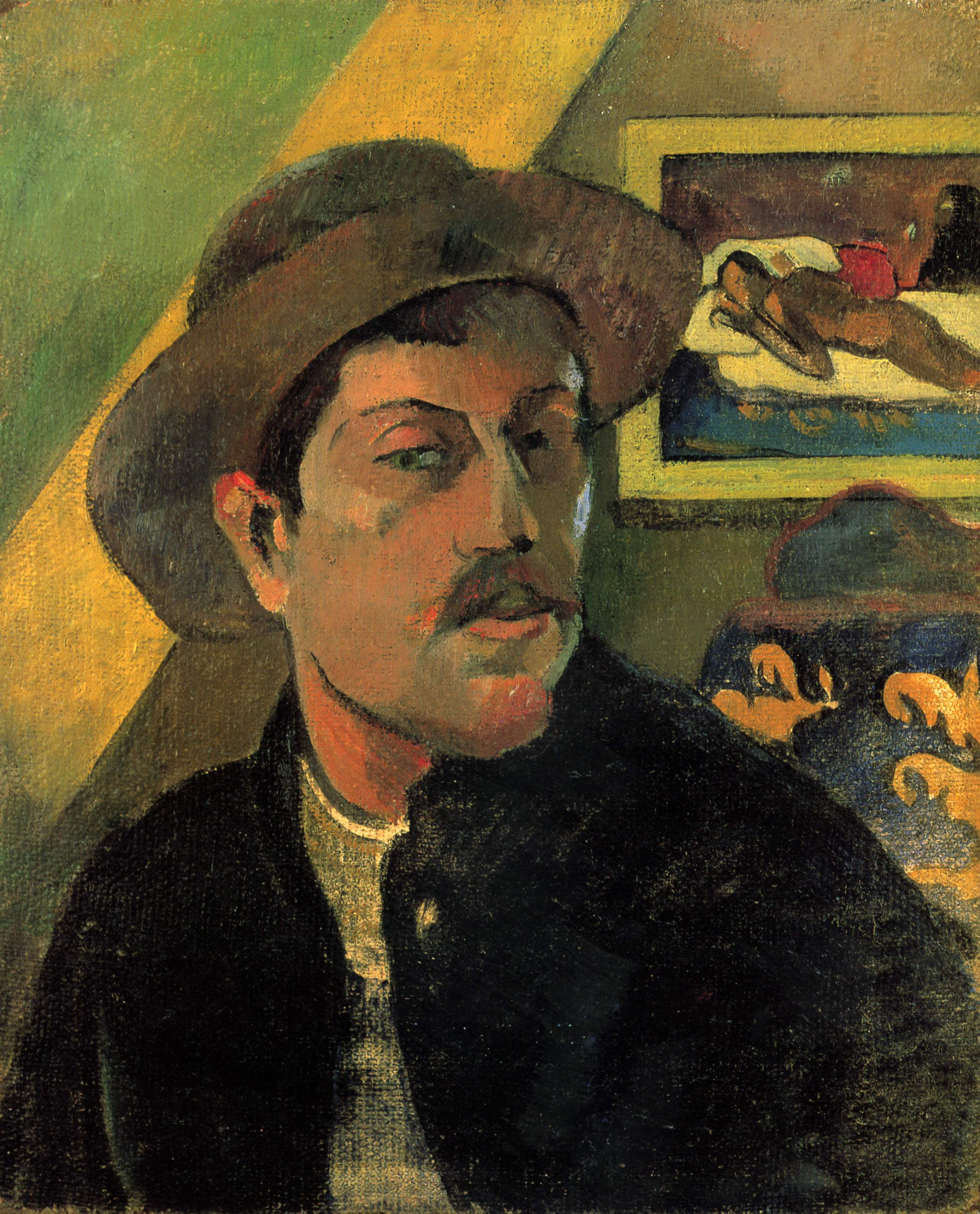
Paul Gauguin

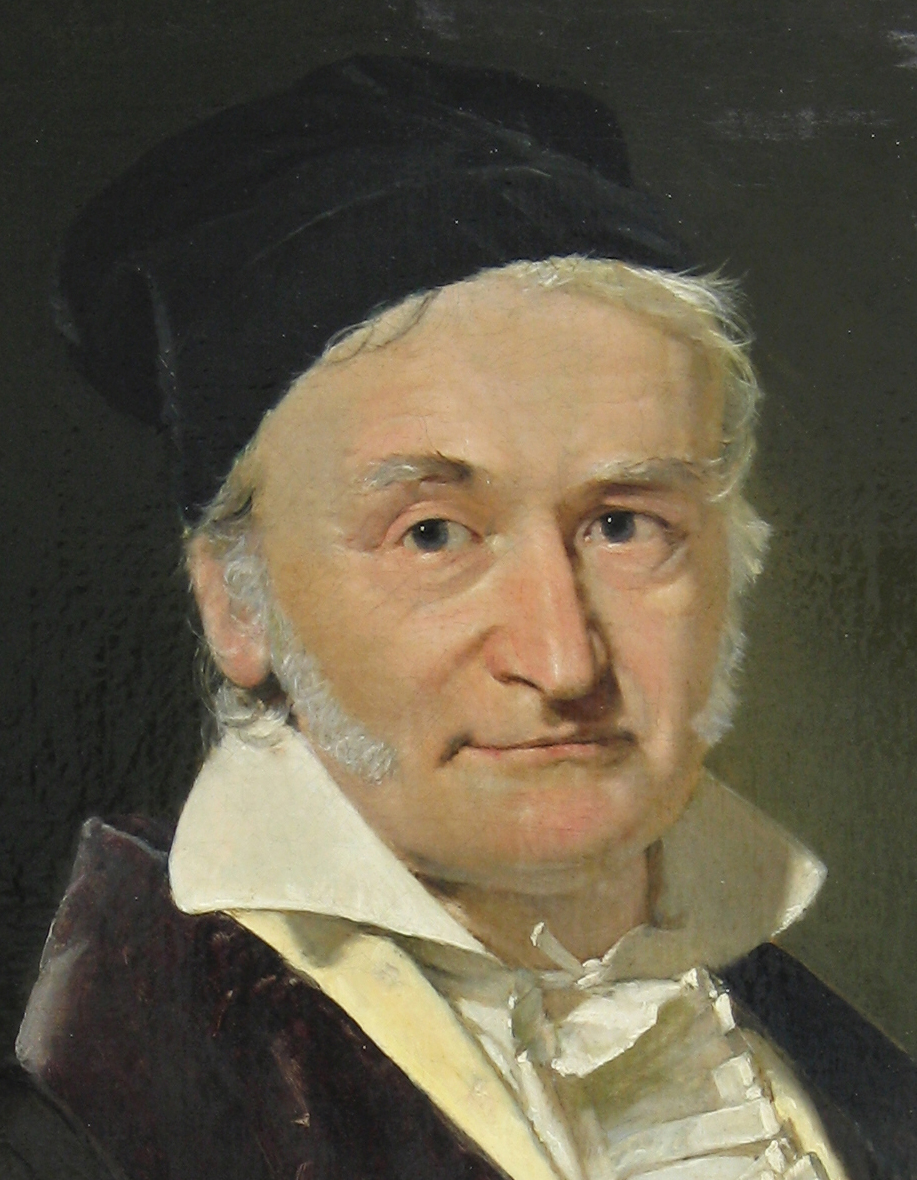
Carl Friedrich Gauss

- Joachim Gauck (1940), elfde Bondspresident van Duitsland, pastor en mensenrechtenactivist
- Antonio Gaudí (1852-1926), Spaans architect
- Gastón Gaudio (1978), Argentijns tennisser
- Paul Gauguin (1848-1903), Frans schilder
- Madeeha Gauhar (1956), Pakistaans toneelactrice, -schrijfster en -regisseuse
- Charly Gaul (1932-2005), Luxemburgs wielrenner
- Lucien Gaulard (1850-1888), Frans wetenschapper
- Charles de Gaulle (1890-1970), Frans generaal en president
- Philippe de Gaulle (1921-2024), Frans admiraal en politicus
- Philippe Gaumont (1973), Frans wielrenner
- Martin Gaus (1944), Nederlands honkballer, tv-presentator en publicist
- Carl Friedrich Gauss (1777-1855), Duits wiskundige
- Bernard Gauthier (1924-2018), Frans wielrenner
- Dan Gauthier (1963), Amerikaans acteur en uitvoerend producent
- Théophile Gautier (1811-1872), Frans schrijver

## Gav

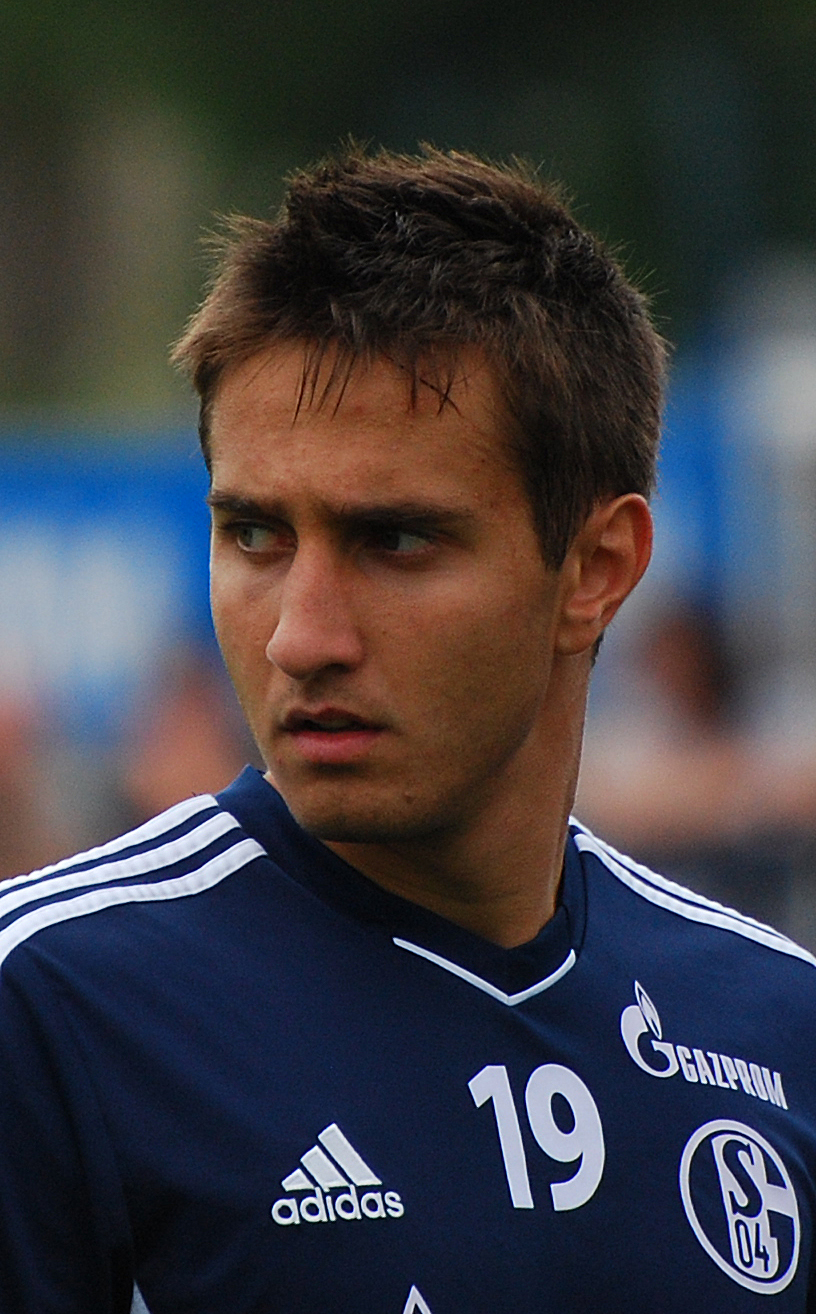
Mario Gavranović

- Antonio Gava (1930-2008), Italiaans politicus
- Francesco Gavazzi (1984), Italiaans wielrenner
- John Gavin (1931-2018), Amerikaans acteur en ambassadeur
- César Gaviria (1947), Colombiaans politicus
- Mario Gavranović (1989), Zwitsers-Kroatisch voetballer

## Gay
- John Gay (1685-1732), Brits dichter
- Louis Gay-Lussac (1778-1850), Frans schei- en natuurkundige
- Martial Gayant (1962), Frans wielrenner en ploegleider
- Demish Gaye (1993), Jamaicaans atleet
- Lisa Gaye (1935), Amerikaans actrice, zangeres en danseres
- Marvin Gaye (1939-1984), Amerikaans zanger
- Jean Gayetot (1926-2009), Belgisch vakbondsbestuurder
- Gloria Gaynor (1949), Amerikaans zangeres
- Mitzi Gaynor (1931-2024), Amerikaans actrice, zangeres en danseres
- Maumoom Abdul Gayoom (1937), president van de Maldiven

## Gaz
- Ruslan Gaziev (1999), Canadees zwemmer
- Voltaire Gazmin (1944), Filipijns minister en generaal